# Hans Scheugl
Hans Scheugl (* 20. März 1940 in Wien) ist ein österreichischer Filmemacher,  Autor und Fotograf.

## Biografie
Scheugl beschäftigte sich in seinen 16-mm-Filmen häufig mit dem Problem Realzeit/Filmzeit und in seinen Expanded-Cinema-Aktionen mit dem Film als Material und Vorstellung. Nach dem Experimentalfilm-Festival in Knokke 1967/68, an dem er teilnahm, gründete er 1968 zusammen mit Ernst Schmidt jr., Kurt Kren, Peter Weibel, Valie Export und Gottfried Schlemmer die „Austria Filmmakers Cooperative“. Seit den 1960er Jahren publiziert er in Zeitschriften und Katalogen und seit 1974 Bücher zu den Themen Film, Schaukünste, Kunst, Philosophie. 1982 gründete er die "Austria Filmmakers Cooperative" zusammen mit den früheren Proponenten neu und leitete sie bis 1990. 1985 nahm er die Arbeit an Filmen wieder auf. Es entstanden in der Folge experimentelle Langfilme sowie Dokumentarfilme, fürs Fernsehen (ORF) ein Film über Kurt Kren. Er nahm an zahlreichen Filmfestivals teil, darunter in Berlin, Rotterdam, New York, London, Kalkutta, Brüssel, Buenos Aires. Mit dem Fotografieren begann er schon mit sechzehn Jahren, verfolgte diese Kunstform aber nur sporadisch. Unter dem Pseudonym Belmen O veröffentlichte er zwei Romane, der erste mit einem Nachwort von Elfriede Jelinek.  In seinem Buch Von fremden Vätern hob er 2023 das Pseudonym auf.

## Auszeichnungen
- Preis des Wiener Kunstfonds 1968 für Filmkunst.
- Filmpreis bei der 2. Maraisiade Junger Film ’68 Wien
- Österreichischer Kunstpreis für Film 2015

## Ausstellungen
Einzelausstellungen:
- Fotoporträts 1958-1995. Galerie Brasilica. Wien 1996.
- Dokumentarische und inszenierte Porträts. Fotos 1958–1995. Antiquariat und Galerie Wögenstein. Wien 2000.
- Die Fotografien des Filmemachers. Wien Museum 2012/13.

Beiträge:
- X-Screen. Filmische Installationen und Aktionen der Sechziger- und Siebzigerjahre. MUMOK Wien 2003/04.
- Wiener Linien – Kunst und Stadtbeobachtung seit 1960. Wien Museum 2004.
- Open Systems: Rethinking Art around 1970. Tate Modern 2005.
- Big Bang. La Pelicule du Chaos. Centre Pompidou 2006.

## Filme, Expanded Cinema und Videos
- Miliz in der Früh 1966
- Wien 17, Schumanngasse 1967
- Hernals 1967
- Safety Film 1968
- zzz: Hamburg special 1968
- Eroticon sublim 1968
- Der Voyeur 1968
- Sugar Daddies 1968
- hommage à alfred hitchcock Projekt 1968
- The creation of man  1969
- Der Ort der Zeit 1985
- Was die Nacht spricht 1986
- Kein Donau – Kurt Kren und seine Filme 1988
- Black/White 1990
- Rutt Deen 1993
- (Calcutta) GO 1993
- Prince of Peace 1993
- Homeless New York 1990 (Recut von Black/White) 2013
- Dear John  2014/15
- Was die Nacht spricht (digitale Neufassung) 2024
- Gespräche mit Peter Weibel 2024
- Hoch der 1. Mai  2025
- The creation of man  1969 digitale Montage 2025

## Schriften
- Eine Subgeschichte des Films. Lexikon des Avantgarde-, Experimental- und Undergroundfilms; gemeinsam mit Ernst Schmidt jr., ed. suhrkamp, Frankfurt a. M. 1974
- Sexualität und Neurose im Film. Hanser Verlag, München 1974
- Show Freaks & Monster. DuMont, Köln 1974
- Hans Scheugl (Hrsg.): Ex Underground. Kurt Kren, seine Filme. PVS Verleger, Wien 1996
- Das Absolute. Eine Ideengeschichte der Moderne. Springer, Wien/New York 1999
- Erweitertes Kino. Die Wiener Filme der 60er Jahre. Triton, Wien 2002
- Der Film der frühen Jahre. Herbert Vesely und der neue deutsche Film. Viennale-Katalog, Wien 2006
- Sex und Macht. Eine Metaerzählung des amerikanischen Films des 20. Jahrhunderts. Schmetterling-Verlag, Stuttgart 2007
- Von fremden Vätern. Klever-Verlag, Wien 2023.

### Unter dem PseudonymBelmen O
- Der nackte Soldat. Ritter-Verlag. Klagenfurt 1999.
- Finis Brest.  Ritter-Verlag. Klagenfurt 2003.
- Amateure.  In: Mein heimliches Auge. konkursbuch Verlag, 2003, S. 234–238.
- London Gate Love Song. In: Jean Genet in Deutschland. Merlin-Verlag, Gifkendorf 2014.

## DVD
- Hans Scheugl: The Seconds Strike Reality (Auswahl der Filme der 60er, 80er u. 90er Jahre)
- Hans Scheugl: Keine Donau – Kurt Kren und seine Filme, in: Kurt Kren: Which Way to CA?